# Aristeidis Makrodimitris
Aristeidis Makrodimitris (14 de febrero de 1991) es un deportista griego que compite en natación adaptada. Ganó tres medallas en los Juegos Paralímpicos de Londres 2012.

## Palmarés internacional
| Juegos Paralímpicos | Juegos Paralímpicos   | Juegos Paralímpicos | Juegos Paralímpicos |
| Año                 | Lugar                 | Medalla             | Prueba              |
| ------------------- | --------------------- | ------------------- | ------------------- |
| 2012                | Londres (Reino Unido) | Medalla de plata    | 50 m espalda S2     |
| 2012                | Londres (Reino Unido) | Medalla de bronce   | 50 m libre S2       |
| 2012                | Londres (Reino Unido) | Medalla de bronce   | 100 m libre S2      |